# Таганрогский авиационный научно-технический комплекс имени Г. М. Бериева
ПАО «Таганрогский авиационный научно-технический комплекс имени Г. М. Бериева» (ТАНТК им. Г. М. Бериева) — авиастроительное предприятие, расположенное в Таганроге.
Предприятие основано 1 октября 1934, когда Приказом № 244/260 по ГУАП было решёно создать в Таганроге Центральное конструкторское бюро морского самолётостроения (ЦКБ МС) при авиационном заводе № 31. Главным конструктором был назначен инженер Г. М. Бериев.
Главной испытательной базой предприятия является аэродром Таганрог-Южный. Второй основной испытательной площадкой ТАНТК им. Бериева и главной испытательной площадкой гидросамолётов, разрабатываемых в ТАНТК, является гидроаэродром в акватории Геленджикской бухты.

## История

### Создание
Опытное производство ТАНТК имени Г. М. Бериева располагается в корпусах бывшего завода Таганрогская авиация, основанного в 1916 году авиатором-предпринимателем В. А. Лебедевым. Деятельность ЦКБ МС началась с организации серийного производства гидросамолёта МБР-2 с мотором М-17 и разработки корабельного разведчика КОР-1. Строительство серийного МБР-2 велось на заводе № 31, при котором и было создано ЦКБ МС. Параллельно с разработкой КОР-1 шла модернизация самолёта МБР-2. Ставились новые двигатели М-34, М-107, закрытая кабина экипажа и улучшены внешние формы самолёта, разрабатывались варианты для перевозки грузов и пассажиров. В общей сложности до 1940 года было построено 1365 таких машин, включая пассажирский и транспортный варианты МП-1 и МП-1Т. Эти машины были основным самолётом морской авиации страны. В 1938 году на этом самолёте лётчицы М. Раскова, П. Осипенко и В. Ломако установили 6 международных рекордов, совершив дальний перелёт по маршруту Севастополь — Киев — Новгород — Архангельск.

### Первые гидросамолёты
В 1935 году в ЦКБ МС успешно идёт разработка дальнего морского разведчика МДР-5, но в серию он не пошёл, так как уже был готов МДР-6 конструкции И. В. Четверикова. В 1938 году был создан новый гидросамолёт МБР-7, но после двух катастроф опытных машин работы по нему были прекращёны.
В 1937—1938 годах коллектив ЦКБ МС подключился к работе по подготовке к серийному строительству лицензионной американской летающей лодки PBY-1. Этот самолёт был запущен в серию под названием ГСТ с отечественными моторами.
После постройки опытного образца КОР-1 начались его лётные испытания, а позже он был запущен в небольшую серию. Тогда же в 1938 году Бериев создаёт новый корабельный разведчик КОР-2, который после испытаний был запущен в серию уже после переезда ЦКБ МС из Таганрога в Савёлово под Москвой. Там и застало предприятие начало Великой Отечественной войны.

### Работа в эвакуации
Оттуда ЦКБ МС было эвакуировано сначала в Омск, а потом — в Красноярск, где и находилось до 1945 года. В эти трудные годы не только строили серийный КОР-2, но и работали над проектами будущих самолётов. Разработаны были скоростной двухмоторный истребитель Б-10, пикирующий бомбардировщик-торпедоносец, бронированный штурмовик, но главное внимание уделялось морским самолётам. В 1943 году строился дальний морской разведчик ЛЛ-143, на его базе в 1944 году создаётся макет пассажирского гидросамолёта ПЛЛ-144.

### Морской разведчик
Когда в 1946 году ОКБ вернулось в Таганрог, то привезло с собой в разобранном виде ЛЛ-143. Её испытания в Таганроге прошли успешно и вскоре на базе был создан дальний морской разведчик Бе-6 с двигателями АШ-73. Первый полёт его состоялся 4 ноября 1947 года. Его серийно строили в 1952—1957 гг. Этот самолёт около 20 лет состоял на вооружении ВМФ, полярной авиации, а несколько машин — до сих пор в строю ВМФ Китая. За этот самолёт Главный конструктор Г. М. Бериев был удостоен Сталинской премии. В 1948 году был разработан, построен и прошёл лётные испытания лёгкий самолёт-амфибия Бе-8 с мотором АШ-21.

### Турбореактивные самолёты
С развитием эры реактивной авиации встал вопрос о создании самолёта с турбореактивными двигателями. И такой самолёт был создан. В процессе работы над этим самолётом пришлось столкнуться со множеством проблем. Они были успешно решёны и 30 мая 1952 года вошёл в историю морского самолётостроения как знаменательная дата, начало реактивной эры. В этот день впервые поднялась в небо первая в СССР реактивная летающая лодка Р-1. Большая работа завершилась созданием скоростной реактивной летающей лодки Бе-10, которую продемонстрировали на параде в Тушине в 1961 году. Бе-10 вызвала настоящую сенсацию во всём мире. Самолёт Бе-10 серийно строился в 1956—1961 годах. На этом самолёте было установлено 12 мировых рекордов, в том числе рекорд скорости 912 км/ч, не побитый до сих пор.

### С подводным флотом
Примерно тогда же было получено задание разработать самолёт-снаряд для запуска с подводных лодок. Эту задачу успешно решили специалисты ОКБ под руководством ведущего конструктора по особо важным проектам А. Г. Богатырёва. Был создан и успешно испытан самолёт-снаряд П-10.
Затем перед ОКБ стала задача создать самолёт для поиска и уничтожения подводных лодок. Для этой цели был разработан, построен и успешно прошёл лётные испытания самолёт-амфибия Бе-12. Оснащённый двумя турбовинтовыми двигателями, он мог длительное время контролировать заданный район моря. Первый испытательный полёт прошёл 18 октября 1960 года. Самолёт был запущен в серию и строился с 1963 по 1973 год. Всего было построено 140 машин. Этот самолёт и сегодня ограниченно состоит на вооружении ВМФ. На самолёте Бе-12 было установлено 42 мировых рекорда. Этот самолёт также строился и в поисково-спасательном варианте Бе-12ПС.

### Экспериментальные разработки
В 1963 году для исследовательских целей создаётся гидролёт Гл-1. На нём исследовались вопросы движения вблизи водной поверхности и влияния экранного эффекта.
В 1968 году начались лётные испытания лёгкого пассажирского самолёта короткого взлёта и посадки Бе-30. Первый полёт состоялся 8 июня 1968 года. Потом самолёт успешно прошёл испытания в различных климатических условиях и получил положительные отзывы лётных и технических служб. Опытный самолёт Бе-30 демонстрировался в 1969 году на 28-м международном Салоне в Ле Бурже и получил высокую оценку специалистов. Но по причинам, не зависящим от ОКБ, в серию он не пошёл.
В эти же годы ОКБ решает задачи морского профиля. Разрабатывается и строится экспериментальный самолёт-амфибия вертикального взлёта и посадки ВВА-14 под руководством Р. Л. Бартини. Эти работы вели на протяжении 1968—1975 годов и они дали важные результаты для перспективных работ, многие из которых и сегодня являются уникальными в мировой авиации.

### Модификации серийных машин
В 1960-е годы в ОКБ велись работы по модернизации самолёта Ан-24. Усовершенствованный Ан-24ФК прошёл госиспытания и потом строился серийно как Ан-30. В конце 1968 года вместо перешедшего на работу в Москву Г. М. Бериева главным конструктором стал А. К. Константинов.
Под руководством А. К. Константинова в ОКБ на базе военно-транспортного самолёта Ил-76 совместно с НПО «Вега» разработан и построен самолёт дальнего радиолокационного обнаружения и управления А-50 (первый полёт в 1978 году). Самолёт может применяться для обнаружения и сопровождения воздушных целей и надводных кораблей, оповещения командных пунктов автоматизированных систем управления видов Вооружённых Сил в воздушной и надводной обстановке, применяться для управления самолётами истребительной и ударной авиации при их наведении на воздушные, наземные и морские цели, а также служить воздушным командным пунктом. Самолёт строился серийно в количестве около 40 машин и стоит на вооружении РФ.
В это же время начались работы по специальному самолёту Ту-142МР (первый полёт в 1977 году, принят на вооружение в 1980 году). Это самолёт-ретранслятор с большой продолжительностью полёта, предназначенный для передачи сигналов боевого управления на подводные ракетоносцы. Он оснащён комплексом связного оборудования, а также специальным мощным радиопередатчиком сверхдлинноволнового радиодиапазона, антенна которого представляет собой выпускаемый в воздушный поток трос с конусом общей длиной до 8,6 километра. Построено серийно порядка 15 машин.

### Противолодочный комплекс
Важнейшим направлением ОКБ становится создание противолодочного самолётного комплекса, обладающего высокой мобильностью и значительным поражающим потенциалом. Так, ОКБ разработал и построил противолодочный самолёт-амфибию А-40 «Альбатрос». Создание «Альбатроса» — это фактически возрождение гидроавиации в нашей стране. Это самый большой в мире самолёт-амфибия и он имеет уникальные лётно-технические и мореходные характеристики. В ходе испытаний на нём уже установлено 126 мировых рекордов. Первый полёт этого самолёта состоялся 8 декабря 1986 года. За эти годы самолёт-амфибия А-40 демонстрировался на крупнейших международных авиационных выставках во Франции, Сингапуре, Новой Зеландии, Великобритании. Он — участник «Мосаэрошоу» и двух гидроавиасалонов в Геленджике в 1996 и 1998 годах. Самолёт-амфибия А-40 является базовым для разработки различных модификаций. Разработан и находится в опытном строительстве самолёт А-42/44, предназначенный для поисково-спасательных и патрульных задач на море. На борту такого спасателя А-42 может быть размещёно 54 пострадавших. С полной нагрузкой самолёт может преодолеть 2700 км, а с дозаправкой в воздухе — до 11 000 км.

### С именем Бериева
10 октября 1989 года Таганрогский машиностроительный завод переименован в Таганрогский авиационный научно-технический комплекс (ТАНТК). Распоряжением Совета министров РСФСР от 6 декабря 1989 года ТАНТК присвоено имя его основателя Г. М. Бериева.
В мае 1990 года вместо вышедшего на пенсию А. К. Константинова главным конструктором и начальником ТАНТК имени Г. М. Бериева стал Г. С. Панатов, прежде возглавлявший морскую тематику ОКБ. В настоящее время в ТАНТК ведётся большая работа по внедрению гидроавиации в хозяйственную деятельность страны. Под руководством Г. С. Панатова разработан многоцелевой гражданский самолёт-амфибия Бе-200, построенный в Иркутском авиационном производственном объединении. Самолёт Бе-200 выпускается в нескольких модификациях: для борьбы с лесными пожарами, для перевозки пассажиров и грузов, для выполнения работ в составе сил МЧС России. В пожарном варианте Бе-200 на режиме глиссирования может принять на борт до 12 тонн воды и за одну заправку топливом сбросить на очаг пожара до 240 тонн воды. Модификация Бе-200ЧС строится серийно для авиации МЧС РФ.
В рамках конверсии модернизируются самолёты-амфибии Бе-12. На их основе созданы противопожарный самолёт Бе-12П и транспортный Бе-12НХ. Они участвовали в тушении лесных пожаров в Ростовской, Иркутской областях, Чукотском автономном округе, в Крыму. Бе-12НХ используют для перевозки грузов на Курильских островах и на Сахалине.
В начале 1990-х годов в инициативном порядке специалисты ОКБ начали проработку сверхтяжёлого самолёта-амфибии массой 500 и более тонн.
В 1993 году возрождён самолёт Бе-32, он продемонстрирован на авиасалонах в Париже, Москве, Дубае и Берлине. Установка на нём новых двигателей Pratt&Whithey/Климов (версия Бе-32К) позволила улучшить его лётно-технические характеристики. Были разработаны пассажирский, грузовой, санитарный, десантный и административный варианты.
Одной из последних разработок коллектива ТАНТК имени Г. М. Бериева является лёгкий самолёт-амфибия Бе-103. В рамках опытно-конструкторских работ создана масштабная модель, которая затем проходила под наименованием Бе-103. Этот лёгкий самолёт позволяет перевозить до 5 пассажиров или груз.
Он проходил испытания и в 1998 году демонстрировался на Международной выставке гидроавиации в Геленджике.
Самолёт производился мелкими партиями в Комсомольском-на-Амуре авиационном производственном объединении имени Ю. А. Гагарина.
Находятся в стадии разработки многоцелевые самолёты-амфибии Бе-112 и Бе-114.
Разрабатываются перспективные проекты будущих гигантских самолётов-амфибий со взлётной массой свыше 1000 тонн. Коллектив ведёт работы и по другим перспективным темам.
В апреле 2011 года была осуществлена реорганизация ОАО «ТАНТК им. Г. М. Бериева» в форме присоединения к нему ОАО «ТАВИА». Сейчас это объединённое предприятие, которое специализируется на разработке, серийном производстве, модернизации и ремонте самолётов-амфибий и авиационных комплексов специального назначения. Важной составляющей деятельности предприятия остаётся и капитальный ремонт самолётов авиации ВМФ России и Дальней авиации российских ВВС.

## Собственники и руководство
Основные акционеры предприятия: НПК «Иркут» (39,6 %), ОАО «Авиационная холдинговая компания „Сухой“» (38 %).
В мае 2021 года управляющим директором стал Павел Павлов — профессиональный экономист и управленец.

## Руководство
Главные конструкторы Объединённого конструкторского бюро морского самолётостроения (ОКБ МС):
- 1934—1968 — Г. М. Бериев[5]
- 1968—1990 — А. К. Константинов[6]
- 1990—1994 — Г. С. Панатов[7]

Директора Таганрогского машиностроительного завода:
- 1973—1985 — И. Е. Есауленко

Руководители «ТАНТК им. Г. М. Бериева»:
- 1994—2002 — Г. С. Панатов (генеральный конструктор и генеральный директор)[8]
- 2002—2003 — В. В. Боев (генеральный директор)[9]
- 2003—2014 — В. А. Кобзев (генеральный директор, с ноября 2007 года Генеральный директор — Генеральный конструктор)[10]
- 2014—2015 — И. Б. Гаривадский (генеральный директор — генеральный конструктор)[11]
- 2015—2019 — Ю. В. Грудинин (генеральный директор — генеральный конструктор)[12]
- 2019—2020 — М. В. Грезин (управляющий директор)[13]
- 2020—2021 — М. М. Тихонов (управляющий директор)[13]
- с 2021 — П. В. Павлов (управляющий директор)[13][14]

## Известные сотрудники
- Атаянц, Сергей Аванесович (1928—2012) — заместитель Генерального конструктора ТАНТК им. Г. М. Бериева, лауреат премии Правительства РФ.
- Бартини, Роберт Людвигович (1897-1974) — выдающийся советский авиаконструктор и учёный.
- Богатырёв, Анатолий Георгиевич (1918-?) — ведущий конструктор по особо важным проектам.
- Бондарев, Юрий Александрович (род. 1936) — ведущий конструктор по проектам А-50, 1А, Бе-42, начальник ОКБ (ТАНТК).
- Головин, Сергей Моисеевич (1910—1980) — директор Таганрогского механического завода им. Димитрова (с 1959 по 1978 гг., лауреат Государственной премии СССР.
- Заремба, Владимир Дмитриевич (1933—2008) — заместитель Главного конструктора (ТАНТК).
- Кессених, Александр Николаевич (1905—1987) — заместитель Главного конструктора Г. М. Бериева.
- Корвин-Кербер, Виктор Львович (1894—1970) — морской лётчик, авиаконструктор, создатель истребителя МК-1 «Рыбка».
- Кутахов, Павел Степанович — советский военачальник, Главный маршал авиации (1972), дважды Герой Советского Союза, жил и работал в Таганроге[8].
- Литвинов, Виктор Яковлевич — советский авиаконструктор и организатор авиационной промышленности.
- Нагибин, Михаил Васильевич (1935—2000) — главный технолог Таганрогского механического завода им. Димитрова, генеральный директор Ростовского вертолётного производственного объединения[8].
- Назаров, Аркадий Сергеевич (1899—1987) - советский конструктор авиационных двигателей
- Панатов, Геннадий Сергеевич — авиаконструктор, генеральный директор и генеральный конструктор ТАНТК (1994—2002).
- Редькин, Владимир Георгиевич (1934—2007) — заслуженный машиностроитель РФ. Непосредственно участвовал в лётных испытаниях самолётов ОКБ с 1958 года, таких как: Бе-12, Р-1, Бе-10, Бе-30/32/32к, А-50, Ан-30, Ан-2М, А-40, Бе-200, Бе-103.
- Тихомиров, Анатолий Васильевич — советский и российский военачальник. Командующий морской авиацией флота - заместитель командующего Тихоокеанским флотом по авиации. Заслуженный военный летчик РФ (1993)[15]. Военный летчик 1-го класса, генерал-лейтенант авиации (1999)[16]. С 2002-го по 2004 работал в ТАНТК им. Г.М. Бериева. ведущим инженером по экспериментальным работам и летным испытаниям.

## Деятельность
В настоящее[какое?] время производятся Бе-200 (Корпорация Иркут), Бе-103 (Комсомольское-на-Амуре авиационное производственное объединение).
В 2007 году выручка предприятия составила 1,616 млрд руб. (в 2006 году — 2,011 млрд руб.), чистая прибыль — 14,148 млн руб. (182,777 млн руб.).
В 2008 году выручка (без НДС) составила 1,893 млрд руб. (внешний рынок) и 939 млн руб. (внутренний рынок). Прибыль с продаж — 275 млн руб.
В апреле 2011 года ОАО «ТАВИА» было присоединено к ОАО «ТАНТК им. Г. М. Бериева».

## Происшествия
- В 1997 и 1999 годах произошли две катастрофы на взлёте с самолётами Бе-103 (регистрационные номера RA-37019 — при подготовке к МАКС-97, и RA-03002 — в Германии при схожих обстоятельствах — в результате сваливания на взлёте)[19].
- В ноябре-декабре 2017 года на предприятии произошло массовое отравление солями таллия[источник не указан 2172 дня]. Пострадало более 20 человек. Наиболее пострадал ведущий инженер-конструктор Колесников Константин Владимирович, у которого возникли жалобы на состояние здоровья в начале ноября[20][21][22]. По словам пострадавших, медики диагностировали недомогание работников завода начиная от ОРВИ и до остеохондроза, и выписывали соответствующее лечение. В городской больнице скорой помощи Таганрога настаивают, что первого пострадавшего от отравления таллием увидели 4 января 2018 года, а 9 января были получены результаты анализов, которые показали большое содержание таллия[23]. 1 марта 2018 года руководство предприятия провело совещание с сотрудниками завода по поводу инцидента[24], на котором оно отрицало свою причастность к инциденту и заявило, что яд был умышленно занесён в административное здание, а «отравитель находится среди отравившихся»[21]. Между тем, 30 декабря 2017 года скоропостижно скончался от отёка мозга 23-летний слесарь-сборщик, работавший на предприятии. Мать погибшего заявила журналистам, что молодой мужчина умер вследствие отравления таллием[22][25].
- 1 марта 2022 года с помощью баллистической ракеты ОТРК «Точка-У», расположенного в районе Мариуполя, по аэродрому Таганрог-Южный, где расположена испытательная база Таганрогского авиационного научно-технического комплекса имени Бериева,  была осуществлена атака Вооруженными силами Украины. Ракета была сбита огнём ЗРПК «Панцирь-С1», а её обломки упали в парке 300-летия Таганрога (по другим данным — на сам аэродром). Пострадавших нет, а стоящий на полосе Ил-76, вопреки сообщениям СМИ Украины, не получил повреждений[26][27][28][29][30][31][32][33][34][35][36][37].

## Санкции
После вторжения России на Украину, предприятие находится под международными санкциями Евросоюза, США, Великобритании и ряда других стран.